# Michel Piola
Piolets d'or
Michel Piola, né le 26 septembre 1958 à Genève, est un alpiniste et guide de haute montagne suisse. Dans les années 1980, il est un des plus prolifiques ouvreurs-équipeurs de voies d'escalade en rocher en montagne. Il a ouvert plus de mille cinq cents voies la plupart du temps d'une extrême difficulté dans le monde et plus d'une centaine dans le massif du Mont-Blanc. Il est aussi connu pour ses ascensions en libre de big walls sur d'autres continents. 

## Biographie
Michel Piola est né dans une famille de montagnards qui, dès l'âge de trois ans, lui font découvrir le ski et par la suite les courses en montagne.
Très jeune, il découvre l'escalade de haute difficulté sur la montagne calcaire du Salève haute de 300 m à proximité de Genève. Surdoué en rocher, il y expérimente, avec son compagnon de cordée Gerard Hopfgartner, les techniques de progression et d'assurance en escalade extrême qu'il appliquera en montagne.
Au niveau professionnel, il fait des études d'architecture combinant celles-ci avec celles de guide de haute montagne pendant trois ans et de professeur d'éducation physique.
Dans les années 1960 et 1970, l'on connaissait déjà la technique du tamponnage dans le rocher de pitons à expansion (aussi appelés spits) en montagne en particulier pour la progression en escalade artificielle. La pose de pitons en expansion est ensuite réemployée par les grimpeurs pour la création de nouvelles voies d'escalade libre en particulier en dalle. C'est notamment le cas dans les falaises du Verdon. Michel Piola décide d'introduire cette technique et cette philosophie d'utilisation en montagne dans la vallée de Chamonix. Avec son partenaire de cordée Pascal Sprungli, il ouvre ainsi en 1980 la voie Nostradamus dans la face nord de l'aiguille des Pélerins en posant deux spits. La réussite de cette ascension démontre qu'il est désormais possible d'ouvrir de nombreuses voies en escalade libre dans les secteurs de dalles de rocher compact qui jusque-là excluaient toute progression sécurisée. 
L'ouverture de voies estampillées « Michel Piola », recourant à l'escalade libre et de haute difficulté, s'enchaîne alors au Grand Capucin, à l'envers des aiguilles de Chamonix, à l'aiguille du Peigne et à l'aiguille de Blaitière. La conception philosophique de l'escalade en montagne connaît alors une évolution rapide. L'objectif n'est plus d'atteindre le sommet d'une montagne mais de réussir une voie d'un degré de difficulté technique extrême (de degré 6, 7 voire 8) sur du rocher d'excellente qualité et en escalade libre. On privilégie une approche courte (à proximité des remontées mécaniques), des versants ensoleillés, un matériel léger et une grande rapidité. L'itinéraire doit être esthétique et la dénomination de la voie humoristique. Cette nouvelle approche alpine connaît un franc succès auprès de la jeune génération d'alpinistes formés en falaise. En complément de ses activités d'équipement et d'ouverture de voie en montagne, Michel Piola rassemble et décrit les nouveaux itinéraires dans de nombreux topos.
Même si son terrain d'activité principal se situe dans les Alpes, il participe également à des expéditions au Maroc, au Groenland, au Pakistan, au Népal, à Madagascar, dans les Andes, etc. Les itinéraires sont généralement tracés sur des big walls de type granitique. C'est ainsi qu'il reçoit un piolet d'or en 1993 pour l'ouverture de la voie Dans l'œil du cyclone dans le massif del Paine.

## Ouvertures
- Août 1979 : Le pilier des Genevois ou Porte du Chaos, 1ère voie d'escalade de degré 7 à l'Eiger (Suisse), avec G. Hopfgartner
- 1980 : 1ère hivernale en style alpin de la face N du Pizzo Badile (TD/6a, 800 m), Chaîne du Bernina, Italie, avec Marco Pedreni
- Août 1980 : Nostradamus (ED/6a,600 m), Aiguille des Pélerins, éperon N, Mont Blanc, avec Pascal Sprungli
- Août 1982 : directissime Jorï Bardill (ED, 950 m), pilier central du Frêney, Mont Blanc, avec Pierre-Alain Steiner et Jorï Bardill
- Août 1982 : Voyage selon Gulliver (ED/7a+), Grand Capucin, Mont Blanc, avec Pierre-Alain Steiner
- Septembre 1982 : Subtilités Dülfériennes (TD sup/6b), Grépon - Epaule SE de l'Aiguille du Roc, Mont Blanc, avec Marc Batard et Charles Dellamonica
- Juillet 1983 : Voie Georges (5c, dalles), Envers des Aiguilles de Chamonix, Mont Blanc, avec Georges Bettembourg et René Ghilini
- Juillet 1983 : Directissime Ghilini/Piola (ABO inf, 1300 m), Eiger face N, Alpes Bernoises, Suisse, avec René Ghilini
- Mai 1984 : Super Dupont (ED/6c), Aiguille du Midi, Mont Blanc, avec Pierre-Alain Steiner
- Juillet 1984 : Panne des sens (ABO inf/6c - 1ère voie moderne dans le Mt Blanc de cette difficulté), versant E inf. de l'Aiguille du Roc, avec Pierre-Alain Steiner
- Juillet 1984 : Fidel Fiasco (ED/6c), Face W de l'Aiguille de Blaitière, Mont Blanc, avec Pierre-Alain Steiner
- Juillet 1984 : Majorette Thatcher (6c, fissures), Aiguille de Blaitière, Pilier Rouge, Mont Blanc, avec Pierre-Alain Steiner
- Juillet 1985 : Folies bergères (ABO inf/7a), Pointe 2851 m du Requin, Mont Blanc, avec Muriel Armand et Pierre-Alain Steiner
- Juillet 1985 : Une gueule du Diable (ED sup/fissures), Little Yosémite - 1ère Pointe des Nantillons, Mont Blanc, avec Stéphane Dan et Pierre-Alain Steiner
- Juillet 1985 : Dimanche noir (ABO inf/7a), Gendarme du Peigne - dalles NW, Mont Blanc, avec Muriel Armand et Gérard Hopfgartner
- Août 1985 : L'Eau Rance d'Arabie (TD sup/6b), Pilier Rouge de Blaitière, Mont Blanc, avec Pierre-Alain Steiner
- Septembre 1985 : Nabot Léon (5c), Aiguille de Blaitière, Pilier Rouge, Mont Blanc, avec Thierry Cerdan
- Octobre 1985 : Echec et Marx (ABO inf/6c), Pilier Rouge de Blaitière, Mont Blanc, avec Jacques Winterberger
- Septembre 1986 : Le Maillon Manquant (ED inf/6a), Aiguille du Peigne - Gendarme Rouge, Mont Blanc, avec Muriel Armand, Pierre Starobinski et Pascal Strappazzon
- 1987 : directe du pilier W de la Tour de Trango (1100 m, 6c/A4, alt = 6251 m), Pakistan, avec Michel Fauquet, Patrick Delale et Stéphane Schaffter
- Août 1987 : Mol Os à Moelle (ABO/7a), Gendarme du Peigne - dalles NW, Mont Blanc, avec Pierre-Alain Steiner et Pascal Strappazzon
- Juillet 1988 : Tabou chandelle du Tacul (ED/6b), 3551 m, Mont Blanc, avec Pascal Strappazzon
- Avril 1989 : Versant satanique (6c), Le Minaret, éperon SE, Mont Blanc, avec Gérard Hopfgartner
- Septembre 1989 : Alcootest (7a+), 1ère Tour d'Areu, Aravis, France, avec Thierry Perillat
- Mars 1990 : Délit de fuite (6a), Le Sapey, Hte Savoie, France, avec Thierry Perillat et Vincent Sprungli
- Mai 1990 : L'arche perdue (7a), La Maladière, Hte Savoie, France, avec Daniel Anker et Romain Vogler
- juillet 1990 : Anouk (6a), face nord-ouest des Petites Jorasses avec Vincent Sprungli
- Mai 1991 : Le sacre du printemps (6c), Le Sapey, Pointe de Dran, Hte Savoie, France, avec Hans Egidi
- Juillet 1991 : J't'ai conquis, J't'adore (7a), Pointe Lépiney, Mont Blanc, avec Daniel Anker et Pascal Strappazzon
- Juillet 1991 et juillet 1992 : Le Champ du Cygne (ED/7a+), Eiger (Suisse), voie d'escalade en libre, avec Daniel Anker
- 1992 : L'œil du cyclone (6b/A4), Tour S du Paine (2850 m), Patagonie, avec Vincent Sprungli
- Juillet 1992 : Maudit 13 (7a+),  6ème Tour d'Areu, Aravis, France, avec Thierry Perillat
- Juillet 1993 : Aguirre (7b+), 5ème Tour d'Areu, Aravis, France, avec Hervé Bouvard
- Août 1993 : Le temple du soleil (7c), La Maladière, Hte Savoie, France, avec Vincent Sprungli
- Mars 1994 : Le temps des cathédrales (7b), Les Grandes Suites, Hte Savoie, France, avec Vincent Sprungli
- Mai 1994 : Magic line (7b+), La Maladière, Hte Savoie, France, avec Stéphane Schumacher
- Août 1994 : Vade retro Satanas (7a), La Maladière, Hte Savoie, France, avec Vincent Sprungli
- Octobre 1994 : Zauberberg (la montagne magique) (7a), Grammusset, Pointe Percée, Aravis, France, avec Stéphane Schumacher
- Avril 1995 : Visite surprise (7a+), Les Grandes Suites, Hte Savoie, France, avec J. Maupoint
- Août 1995 : Noli me tangere (7a+), La Maladière, Hte Savoie, France, avec Vincent Sprungli
- Octobre 1995 : Passant, va dire à Sparte ... (7a+), 3ème Tour d'Areu, Aravis, France, avec Thierry Perillat et Benoit Robert
- Octobre 1995 : Le tonneau des Danaïdes (6a+), La Mamule, Aravis, France, avec Jean-Pierre Seydoux
- Février 1996 : Profil de camé (7b+), Les Grandes Suites, Hte Savoie, France, avec J. Maupoint et Vincent Sprungli
- Juin 1996 : Cris et chuchotements (7b), 6ème Tour d'Areu, Aravis, France, avec Dominique Loup
- Juillet 1996 : American tabloïd (7b), La Cascade, Hte Savoie, France, avec Daniel Anker, P. Gravante et L. Monnet
- Juillet 1996 : Péril en la demeure (7b, commencée en 1992), 6ème Tour d'Areu, Aravis, France, avec Thierry Perillat puis Stéphane Schumacher
- Août 1996 : Retour à la montagne (7b), Tour Verte, Mont Blanc, avec Manlio Motto
- Septembre 1996 : Agamemnon (7a+), 4ème Tour d'Areu, Aravis, France, avec Bruno Guerbet et Benoit Robert
- Septembre 1996 : L'oiseau de feu (6c+), La Mamule, Aravis, France, avec Pascal Favre, Jérôme Maupoint, Thierry Perillat et Jean-Pierre Seydoux
- Octobre 1996 : L'été indien (5c), Pointe de Chombas, Aravis, France, avec Michel Decottignies
- Mars 1997 : Octopussy (6c+), Le Sapey, Hte Savoie, France, avec Benoit Robert
- Avril 1997 : Souviens-toi de Dallas (7a+), La Cascade, Hte Savoie, France, avec Thierry Perillat
- Septembre 1997 : La muraille de Chine (7c+), La Mamule, Aravis, France, avec Benoit Robert
- Juin / juillet 1998 : Out of Africa (7a), Tsaranoro face E, Madagascar, avec Manlio Motto, Emmanuelle Pellizari et Benoit Robert
- Septembre 1998 : Hamlet (7a+), La Mamule, Aravis, France, avec Benoit Robert
- Décembre 1998 : Sapeyrlipopette (5c), Le Sapey, Pointe de Dran, Hte Savoie, France, avec Benoit Robert
- Mai 1999 : Objectif lunule (6c), Le Sapey, Hte Savoie, France, avec Benoit Robert
- Juin 1999 : Cobra-cabana (7a+), La Maladière, Hte Savoie, France, avec Manlio Motto et Pascal Strappazzon
- 2000 : Libertalia (6c), Montagne des Français, canyon, Madagascar, avec Benoit Robert
- 2003 : "Noces d'étain" (6a, 300 m), aiguille de Mesure, Doigt de Mesure, Aiguilles Rouges, France, avec Benoit Robert
- Mai 2003 : Les Rivières Pourpres (7c, 500 m), Taoujdad face N, Maroc, avec Arnaud Petit et Benoit Robert
- 2004 : L'Axe du Mal (7c+, 500 m), Tadrarate face SW, Maroc, avec Stéphanie Bodet, Mathieu Cortial, Arnaud Petit et Benoit Robert
- Août 2005 : California Dreams (7a), Pointe 3038 de Trélaporte, Envers des Aiguilles, Mont Blanc, avec Romain Desgrange et Vincent Sprungli

## Ouvrages
Michel Piola a publié de nombreux topos d'escalade :
- Les Aiguilles Rouges 2, Light, l'Eau Noire, Genève, 2012
- Face au Mont Blanc Les Aiguilles Rouges 1 du Brévent aux Dalles de Chézerys, Genève, 2008
- Massif Du Mont-Blanc - Envers Des Aiguilles, Genève, 2006.  (ISBN 9782878712001)
- Madagascar, Le Nord, 2005
- Le calcaire en folie, tome II, Equinoxe, Croix de Rozon 1999
- Le calcaire en folie, tome I, Equinoxe, Croix de Rozon 1995
- Mont Blanc Topo Guide Vol. 2, Equinoxe, 1993
- Le Mont Blanc 2. Grain de folie, Glénat, Grenoble, 1991.  (ISBN 2-7234-1256-3)
- Le Mont Blanc 1. Granite an 2000, Glénat, Grenoble, 1990.  (ISBN 2-7234-1127-3)
- Mont Blanc Topo Guide Vol. 1, Equinoxe, 1988
- Le topo de Leysin, 1987
- Topographical Guide to the Rock Climbs of the Mont Blanc Area, Cordee, 1986.  (ISBN 0904405281 et 978-0904405286)
- Le topo du massif du Mont-Blanc, Piola éditions et edizioni Melograno, Genève, 1985.

Divers autres ouvrages :
- Magazine mensuel Vertical n° 100, juillet / août 1997 : Cent ans d'escalade et d'alpinisme
- Eiger, théâtre du vertige, de D. Anker, Ed. hoëbeke, 2000
- Parois de légende, les plus belles escalades autour du monde de Arnaud Petit, Ed. Glénat 2005
- L'alpinisme, des premiers pas aux grandes courses de J.F. Hagenmuller, F. Marsigny et F. Pallandre, Ed. Glénat 2009
- Mont Blanc, les plus belles courses - Rocher, neige, glace et mixte de Philippe Batoux, Ed. Glénat 2012
- Les plus belles courses des grands alpinistes de Jocelyn Chavy, Ed. Glénat 2017